# Obsteig
Obsteig é um município da Áustria, situado no distrito de Imst, no estado do Tirol. Tem 34,62 km² de área e sua população em 2019 foi estimada em 1.338 habitantes.